# Gerhard Roese
Gerhard Roese (ur. 14 lutego 1962 w Darmstadt) – niemiecki rzeźbiarz, historyk sztuki, architekt. W młodości mieszkał w Stuttgarcie i Wormacji.

## Kształcenie
Maturę uzyskał w prestiżowej Odenwaldschule Izby Przemysłowo-Handlowej w Heppenheim w Bergstraße w południowej Hesji. W latach 1984–1989 pod kierunkiem prof. Hiromiego Akiyamy studiował rzeźbę w Państwowej Akademii Sztuk Pięknych w Karlsruhe. Naukę archeologii klasycznej i chrześcijańskiej oraz historię sztuki bizantyjskiej kontynuował w latach 2001–2003 na Uniwersytecie Johannesa Gutenberga w Moguncji.

## Twórczość

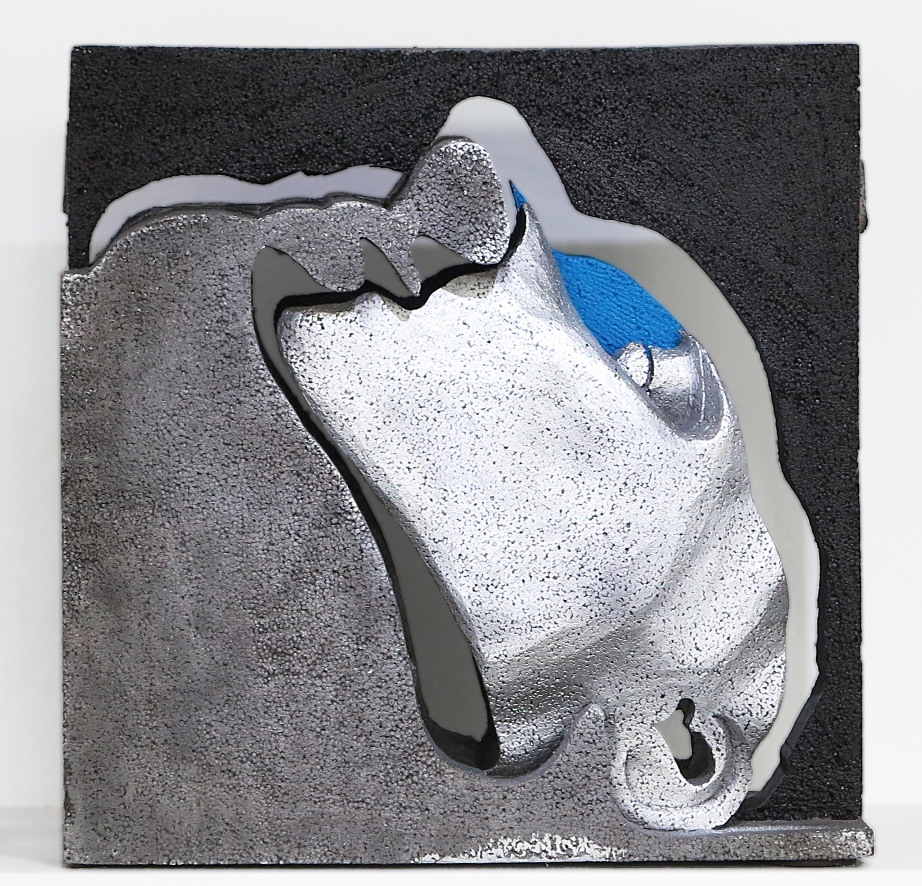
Gerhard Roese, Głowa – rzeźba warstwowa

Od 2009 r. tworzy w swoim atelier w Darmstadt. Znany jest jako twórca rzeźb i płaskorzeźb. Szczególne osiągnięcia ma w tworzeniu rzeźb-rekonstrukcji, pełniących funkcje modeli architektonicznych, mających zwykle formę odlewów metalowych. W tym zakresie opracował własną metodę pozwalającą na tworzenie rekonstrukcji w sposób bardziej precyzyjny niż dotychczas. Jest autorem kilkunastu publikacji dotyczących historii rekonstruowanych obiektów i przebiegu rekonstrukcji.

## Rekonstrukcje
Gerhard Roese jest twórcą niemal 20 rekonstrukcji architektonicznych, z których niektóre to:
- klasztor św. Hildegardy z Bingen na Wzgórzu św. Ruperta w Bingen
- pałac cesarski Karola Wielkiego, katedra i klasztor w Paderborn
- mosty w Bingen, m.in. most z czasów rzymskich, średniowieczny most Druzusa, XIX-wieczny most kolejowy i most Hindenburga,
- wieża Bazyliki Grobu Świętego, kaplica Znalezienia Krzyża Świętego w krypcie św. Heleny wraz z fragmentem murów obronnych Starego Miasta w Jerozolimie
- rzeźba-model spalonej w 1938 synagogi kłodzkiej, wykonana z odlewu aluminium[2].

## Synagoga reviva
W maju 2018 artysta przekazał rzeźbę synagogi w darze miastu Kłodzku. Jest ona eksponowana w Muzeum Ziemi Kłodzkiej. Zebrane materiały, plany i szkice, wraz z opisem i zdjęciami z dnia spalenia świątyni opublikował w albumie Decalogue on Fire. Zostały one także eksponowane w 2018 na wystawie w muzeum Topografia Terroru w Berlinie oraz opublikowane w katalogu wystawy Kristallnacht. W przeddzień 80-rocznicy „nocy pogromu” 8 listopada 2018 w Muzeum Ziemi Kłodzkiej Gerhard Roese opowiadał o odkryciu przedwojennych negatywów dokumentujących pożar budynku oraz życie codzienne pewnego miasta, poszukiwaniu tegoż miasta i autora zdjęć oraz o pracy nad modelem.